# Andrej Jakoebik
Andrej Jakoebik (Russisch: Серге́й Петрович Ольшанский) (Moskou, 24 augustus 1950) is een Russisch voormalig voetballer en trainer, die als speler uitkwam voor de Sovjet-Unie.

## Biografie
Jakoebiks carrière begon bij Dinamo Moskou. Hij speelde daar twaalf jaar. Hij verloor in 1972 met de club de finale van de Europacup II van Glasgow Rangers. In 1976 won hij de nationale titel en in 1977 de beker. Na de vliegtuigbotsing bij Dnjeprodzerzjinsk, waarbij het elftal van Pachtakor Tasjkent om het leven kwam, was hij een van de spelers die vrijwillig voor de club ging spelen. In 1982 werd hij topscorer van de Sovjet-competitie.
Hij speelde twee wedstrijden op de Olympische Spelen in München, waar de Sovjet-Unie een bronzen medaille veroverde.
Na zijn spelerscarrière was hij kort trainer.